# CD Baskonia
Club Deportivo Baskonia – hiszpański klub piłkarski z miasta Basauri, leżącego w Kraju Basków. Klub obecnie występuje w Tercera División i jest filią Athletic Bilbao. Baskonia swoje mecze rozgrywa na stadionie Artunduaga o pojemności 5.000 widzów. Klub ma 650 kibiców-socios.

## Sukcesy
- Mistrzostwo Tercera División: 4
  - 1956/57, 1984/85, 1997/98, 2002/03.

## Historia
Klub Baskonia został założony w 1913 roku jako CD Basconia. Znany jest także pod nazwą CD Vasconia. Początkowo Baskonia była oddzielnym klubem, ale w 1997 roku stała się satelickim zespołem Athletic Bilbao. Obecnie jest drugim zespołem rezerw Athletic, a także młodzieżową drużyną klubu z Bilbao. W związku z tym, że w Segunda División B występuje pierwszy zespół rezerw, Baskonia nie może awansować o klasę wyżej.
| Sezon     | Liga        | Miejsce | Trener               | Najlepszy strzelec                 |
| --------- | ----------- | ------- | -------------------- | ---------------------------------- |
| 1997/98   | 3a División | 1       | José Luis Mendilibar | David Karanka (15)                 |
| 1998/99   | 3a División | 7       | José Luis Mendilibar | David Asensio (16)                 |
| 1999/2000 | 3a División | 5       | Patxi Rípodas        | Carlos Gurpegi (15)                |
| 2000/01   | 3a División | 6       | José Luis Mendilibar | Joseba Arriaga (12)                |
| 2001/02   | 3a División | 7       | Edorta Murua         | Gorka Azkorra (16)                 |
| 2002/03   | 3a División | 1       | Edorta Murua         | Iñaki Goikoetxea (14)              |
| 2003/04   | 3a División | 3       | Félix Sarriugarte    | Fernando Llorente (12)             |
| 2004/05   | 3a División | 8       | Kike Liñero          | Eneko Gorroño (9)                  |
| 2005/06   | 3a División | 4       | Kike Liñero          | Aimar Cid Luna, Joseba García (10) |
| 2006/07   | 3a División | 5       | Peio Agirreoa        | Aimar Cid Luna (18)                |
| 2007/08   | 3a División | ???     | Peio Agirreoa        | ???                                |

- 6 sezonów w Segunda División
- 8 sezonów w Segunda División B
- 43 sezonów w Tercera División